# I'm Gonna Crawl
I'm Gonna Crawl es una canción de la banda de Rock inglesa Led Zeppelin. Apareció como la séptima y última pista del álbum In Through the Out Door publicado el 15 de agosto de 1979.
La composición es un blues rock lento con un protagónico arreglo de cuerdas del teclista John Paul Jones y su sintetizador Yamaha GX-1. Es la última pista del álbum de Led Zeppelin y constituye el cierre oficial de su discografía en activo, antes de la muerte del baterista John Bonham y la consecuente ruptura de la banda. 
La canción fue grabada durante las sesiones de noviembre de 1978 en el Polar Studio en Suecia, en donde Jones trabajó como escritor principal. Se distingue por un exuberante arreglo de cuerdas sintetizadas. La inspiración lírica provino de Maureen, la esposa de Robert Plant. El estilo vocal se encuentra influenciado por el trasegar Soul de Plant a lo largo de la década de 1960. 
Se dice que Peter Grant, el mánager de la banda; fue el que sugirió la inclusión de una canción melancólica en el álbum.              Jimmy Page contribuyó con un lento y emotivo solo de guitarra. John Bonham señaló a I'm Gonna Crawl como una de las mejores interpretaciones vocales de Plant.  
Led Zeppelin nunca interpretó esta canción en vivo, sin embargo Led Zeppelin Experience de Jason Bonham realizó una versión en su gira de 2010. 